# Lophura inornata
Gà lôi Savvadori (danh pháp khoa học: Lophura inornata) là một loài chim trong họ Phasianidae. Loài chim này được nhà điểu học người Ý Tommaso Salvadori mô tả lần đầu tiên vào năm 1879.Loài này được phân loại là " Sắp nguy cấp " của IUCN vì bị giảm quần thể gây ra bởi sự tàn phá của môi trường sống và săn bắn của nó.